# Néstor Tafur
Néstor Joaquín Tafur Barrios (ur. 17 września 1991) – kolumbijski zapaśnik startujący w stylu wolnym. Zajął dwunaste miejsce na mistrzostwach świata w 2021. Wicemistrz panamerykański w 2017 i 2021, a trzeci w 2018 i 2023. Brązowy medalista igrzysk Ameryki Środkowej i Karaibów w 2018, a także igrzysk boliwaryjskich w 2017 roku.